# 21 cm Mörser 16
21 cm Mörser 16 (21 cm Mrs 16) – ciężka haubica wykorzystywana przez Niemcy podczas I i II wojny światowej.

## Historia
Działo bazowało na wcześniejszym 21 cm Mörser 10, ale miało dłuższą lufę oraz inne udoskonalenia.

## Użycie bojowe

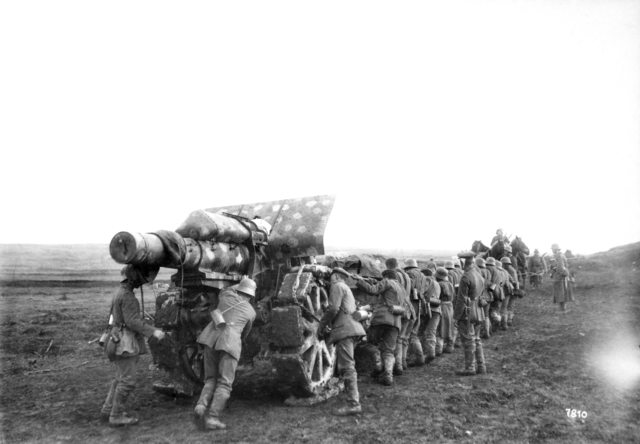
Marzec 1918

W armii niemieckiej został zastąpiony przez 21 cm Mörser 18 w roku 1940. Potem był wykorzystywany do szkoleń oraz stanowił wyposażenie oddziałów drugiej linii.